# Liste der Einträge im National Register of Historic Places im Cass County (Missouri)

Lage des Cass County in Missouri

Die Liste der Einträge im National Register of Historic Places im Cass County in Missouri führt die Bauwerke und historischen Stätten im Cass County auf, die in das National Register of Historic Places aufgenommen wurden.

## Legende
| NRHP | Historic Place    |
| HD   | Historic District |

## Aktuelle Einträge
| [ 3 ] | Name                                              | Bild | Eintragsdatum        | Lage | Ort           | Beschreibung |
| ----- | ------------------------------------------------- | ---- | -------------------- | --- | ------------- | ------------ |
| 1     | Robert A. Brown House                             |      | 1970 ID-Nr. 70000327 | Nördlich von Harrisonville abseits der alten US 71 38° 41′ 3″ N, 94° 23′ 14″ W                                                | Harrisonville |              |
| 2     | Harrisonville Courthouse Square Historic District |      | 1994 ID-Nr. 94000315 | Courthouse Square und angrenzende Seitenstraßen 38° 39′ 16″ N, 94° 20′ 55″ W                                                  | Harrisonville |              |
| 3     | O’Bannon Homestead                                |      | 1979 ID-Nr. 79001356 | Nordöstlich von Garden City abseits der MO NN 38° 34′ 24″ N, 94° 9′ 25″ W                                                     | Garden City   |              |
| 4     | Pleasant Hill Downtown Historic District          |      | 2005 ID-Nr. 04000781 | 200 blk of Cedar Street, 100 blk of Lake Street, 100-115 Wyoming Street und 101-204 First Street 38° 47′ 17″ N, 94° 16′ 25″ W | Pleasant Hill |              |
| 5     | St. Peter’s Episcopal Church                      |      | 1982 ID-Nr. 82003132 | 400 West Wall Street 38° 39′ 32″ N, 94° 21′ 0″ W                                                                              | Harrisonville |              |
| 6     | Stumbaugh Post No. 180 GAR Hall                   |      | 2000 ID-Nr. 00000694 | Missouri Hwy T 38° 30′ 12″ N, 94° 17′ 59″ W                                                                                   | Austin        |              |
| 7     | Watkins Family Farm Historic District             |      | 2007 ID-Nr. 07000376 | 19116 South School Road 38° 39′ 26,8″ N, 94° 18′ 55,5″ W                                                                      | Raymore       |              |